# Associazione Sportiva Reggina 1914 2024-2025
Questa voce raccoglie le informazioni riguardanti l'Associazione Sportiva Reggina 1914 S.S.D. a r.l. nelle competizioni ufficiali della stagione 2024-2025.

## Stagione
La stagione 2024-2025 è la 10ª partecipazione nella quarta serie del Campionato italiano di calcio per gli amaranto.
La società, nata nell'agosto 2023 come La Fenice Amaranto, il 29 maggio 2024 si aggiudica il marchio della Reggina 1914 tramite il tribunale fallimentare.
Il 13 giugno la società annuncia Rosario Pergolizzi come nuovo tecnico a partire dal 1º luglio. L'allenatore risolverà il proprio contratto per gravi motivi familiari il successivo 14 novembre, venendo sostituito con Bruno Trocini, di ritorno a Reggio Calabria dopo l'esperienza della precedente stagione.
Il 18 luglio, la FIGC ufficializza il cambio di denominazione sociale da La Fenice Amaranto a Associazione Sportiva Reggina 1914.

## Divise e sponsor
Lo sponsor tecnico per la stagione 2024-2025 è Givova, mentre il main sponsor è eCampus; come back sponsor è presente l'azienda Soseteg e lo sleeve partner che apparirà sulle maniche delle divise è Rebet24.tv.
| Casa | Trasferta |

## Organigramma societario
Tratto dal sito ufficiale.
Area direttiva
- Presidente: Virgilio Salvatore Minniti
- Vice presidente: Fabio Vitale
- Consigliere: Antonino Ballarino
- Direttore generale: Giuseppe Praticò[14]

Area organizzativa
- Segretario generale: Sergio Miceli
- Team manager: Francesco Alessandro
- Responsabile Amministrativo: Alice Ballarino

Area marketing
- Ufficio marketing: Consuelo Apa

Area tecnica
- Direttore Area Tecnica: Giuseppe Bonanno[15]
- Allenatore: Bruno Trocini
- Allenatore in seconda: Maximiliano Ginobili
- Match analyst: Danilo Polito
- Preparatore atletico: Giuseppe Lazzaro
- Preparatore dei portieri: Marco Cervino

## Rosa
Rosa e numerazione aggiornate al 28 gennaio 2025.
| N. |                      | Ruolo | Calciatore                  |
| -- | -------------------- | ----- | --------------------------- |
| 2  | Nigeria (bandiera)   | D     | Daniel Adejo                |
| 4  | Italia (bandiera)    | C     | Francesco Salandria         |
| 5  | Argentina (bandiera) | D     | Thiago Capomaggio           |
| 6  | Gambia (bandiera)    | D     | Eliman Cham                 |
| 7  | Italia (bandiera)    | C     | Antonio Porcino             |
| 8  | Argentina (bandiera) | D     | Gianfranco Giuliodori       |
| 9  | Argentina (bandiera) | A     | Bruno Barranco              |
| 10 | Italia (bandiera)    | C     | Francesco Urso              |
| 11 | Italia (bandiera)    | A     | Antonino Ragusa             |
| 14 | Argentina (bandiera) | C     | Matías Verón                |
| 16 | Italia (bandiera)    | A     | Christian Sturniolo         |
| 17 | Italia (bandiera)    | C     | Antonino Barillà (capitano) |
| 19 | Italia (bandiera)    | D     | Riccardo Vesprini           |
| 20 | Italia (bandiera)    | A     | Alessandro Provazza         |
| 21 | Italia (bandiera)    | C     | Davide Caruso               |
| 22 | Spagna (bandiera)    | P     | Miguel Ángel Martínez       |
| 23 | Italia (bandiera)    | C     | Jacopo Dall'Oglio           |

| N. |                     | Ruolo | Calciatore          |
| -- | ------------------- | ----- | ------------------- |
| 24 | Marocco (bandiera)  | C     | Mohamed Laaribi     |
| 26 | Italia (bandiera)   | C     | Mattia Malara       |
| 27 | Italia (bandiera)   | A     | Lorenzo Rosseti     |
| 28 | Italia (bandiera)   | C     | Luigi Forciniti     |
| 30 | Italia (bandiera)   | A     | Davis Curiale       |
| 31 | Moldavia (bandiera) | P     | Roman Lazar         |
| 32 | Senegal (bandiera)  | C     | Mamadou Ndoye       |
| 44 | Italia (bandiera)   | A     | Paolo Grillo        |
| 50 | Italia (bandiera)   | D     | Andrea Ingegneri    |
| 68 | Italia (bandiera)   | D     | Domenico Girasole   |
| 73 | Italia (bandiera)   | D     | Erick Longo         |
| 74 | Italia (bandiera)   | D     | Andrea Aluisi       |
| 77 | Italia (bandiera)   | A     | Francesco De Felice |
| 81 | Italia (bandiera)   | P     | Antonio Lagonigro   |
| 95 | Francia (bandiera)  | A     | Berthony Renelus    |
| 99 | Italia (bandiera)   | A     | Marcel Perri        |

## Calciomercato
| Acquisti | Acquisti              | Acquisti            | Acquisti   |
| R.       | Nome                  | da                  | Modalità   |
| -------- | --------------------- | ------------------- | ---------- |
| P        | Giuseppe Lumia        | Siracusa            | definitivo |
| P        | Roman Lazar           |                     | svincolato |
| P        | Franco Druetto        | Club Atlético Lanús | definitivo |
| P        | Evangelos Katsaros    | PAOK                | definitivo |
| P        | Antonio Lagonigro     | Pistoiese           | definitivo |
| D        | Raffaele Mariano      | Nocerina            | definitivo |
| D        | Christian Bonacchi    | Campobasso          | definitivo |
| D        | Antonino Pedalino     | Cosenza             | definitivo |
| D        | Riccardo Vesprini     | SPAL                | prestito   |
| D        | Riccardo Malara       | Vibonese            | definitivo |
| D        | Gianfranco Giuliodori | L’Aquila            | definitivo |
| D        | Andrea Aluisi         | Nissa               | definitivo |
| D        | Thiago Capomaggio     | Città di Sant'Agata | definitivo |
| C        | Mohamed Laaribi       | Virtus Francavilla  | definitivo |
| C        | Racine Ba             | Trapani             | definitivo |
| C        | Luigi Forciniti       | Empoli              | prestito   |
| C        | Francesco Urso        |                     | svincolato |
| C        | Jacopo Dall'Oglio     |                     | svincolato |
| C        | Mamadou Ndoye         |                     | svincolato |
| A        | Antonino Ragusa       | Messina             | definitivo |
| A        | Bruno Barranco        | Stresa Vergante     | definitivo |
| A        | Marko Rajković        |                     | svincolato |
| A        | Davis Curiale         |                     | svincolato |
| A        | Paolo Grillo          | Akragas             | definitivo |
| A        | Francesco De Felice   | Sestri Levante      | definitivo |

| Cessioni         | Cessioni           | Cessioni           | Cessioni              |
| R.               | Nome               | a                  | Modalità              |
| ---------------- | ------------------ | ------------------ | --------------------- |
| P                | Franco Druetto     | Bocale Calcio ADMO | prestito              |
| D                | Andrea Zanchi      | Pompei             | definitivo            |
| D                | Milan Kremenovic   | Acireale           | definitivo            |
| D                | Riccardo Malara    | Matera             | definitivo            |
| D                | Christian Bonacchi | Cassino            | definitivo            |
| C                | Pietro Simonetta   | Ghiviborgo         | prestito              |
| C                | Domenico Mungo     | Puteolana          | definitivo            |
| Altre operazioni |                    |                    |                       |
| R.               | Nome               | a                  | Modalità              |
| P                | Giuseppe Lumia     |                    | risoluzione contratto |
| P                | Evangelos Katsaros |                    | risoluzione contratto |
| D                | Kristin Dervishi   |                    | risoluzione contratto |
| D                | Stefano Parodi     |                    | risoluzione contratto |
| D                | Antonino Pedalino  |                    | risoluzione contratto |
| D                | Raffaele Mariano   |                    | risoluzione contratto |
| C                | Emanuele Zucco     |                    | risoluzione contratto |
| C                | Racine Ba          |                    | risoluzione contratto |
| A                | Cristiano Belpanno |                    | risoluzione contratto |
| A                | Marko Rajković     |                    | risoluzione contratto |

## Risultati

### Serie D

#### Play-off
| Arbitro: | Ammannati (Firenze) |

|                                 |           |  |
| Barillà 9’ (Rig.) De Felice 83’ | Marcatori |  |

| Arbitro: | Colelli (Ostia) |

|              |           |  |
| Renelus 117’ | Marcatori |  |

### Coppa Italia Serie D

#### Turni eliminatori
| Arbitro: | Polizzotto (Palermo) |

|                             |           |  |
| Checa 1’ (aut.) Barranco 4’ | Marcatori |  |

#### Fase finale
| Arbitro: | Pascuccio (Ariano Irpino) |

|                          |           |                |
| Porcino 37’ Barranco 65’ | Marcatori | 31’ Kremenovic |

| Arbitro: | Pelaia (Pavia) |

|             |           |                                  |
| Kosovan 23’ | Marcatori | 34’, 65’ Curiale 90+3’ Sturniolo |

| Arbitro: | Giordano (Matera) |

|                         |                      |                                  |
| Barranco 74’ (rig.)     | Marcatori            | 2’ Otero                         |
| Rosseti Perri Salandria | Tiri di rigore 1 – 4 | Guadalupo Cicirello Aperi Amenta |

## Statistiche

### Statistiche di squadra
Statistiche aggiornate al 5 maggio 2025
| Competizione         | Punti | In casa | In casa | In casa | In casa | In casa | In casa | In trasferta | In trasferta | In trasferta | In trasferta | In trasferta | In trasferta | Totale | Totale | Totale | Totale | Totale | Totale | DR  |
| Competizione         | Punti | G       | V       | N       | P       | Gf      | Gs      | G            | V            | N            | P            | Gf           | Gs           | G      | V      | N      | P      | Gf     | Gs     | DR  |
| -------------------- | ----- | ------- | ------- | ------- | ------- | ------- | ------- | ------------ | ------------ | ------------ | ------------ | ------------ | ------------ | ------ | ------ | ------ | ------ | ------ | ------ | --- |
| Serie D              | 77    | 17      | 12      | 3       | 2       | 35      | 13      | 17           | 13           | 3            | 1            | 32           | 9            | 34     | 25     | 6      | 3      | 67     | 22     | +45 |
| Coppa Italia Serie D | -     | 3       | 2       | 0       | 1       | 6       | 6       | 1            | 1            | 0            | 0            | 3            | 1            | 4      | 3      | 0      | 1      | 9      | 7      | +2  |
| Totale               | -     | 20      | 14      | 3       | 3       | 41      | 19      | 18           | 14           | 3            | 1            | 35           | 10           | 38     | 28     | 6      | 4      | 76     | 29     | +47 |

### Andamento in campionato
| Giornata  | 1 | 2 | 3 | 4 | 5 | 6 | 7 | 8 | 9 | 10 | 11 | 12 | 13 | 14 | 15 | 16 | 17 | 18 | 19 | 20 | 21 | 22 | 23 | 24 | 25 | 26 | 27 | 28 | 29 | 30 | 31 | 32 | 33 | 34 |
| --------- | - | - | - | - | - | - | - | - | - | -- | -- | -- | -- | -- | -- | -- | -- | -- | -- | -- | -- | -- | -- | -- | -- | -- | -- | -- | -- | -- | -- | -- | -- | -- |
| Luogo     | T | C | T | C | C | T | C | T | C | T  | C  | T  | C  | T  | C  | T  | C  | C  | T  | C  | T  | T  | C  | T  | C  | T  | C  | T  | C  | T  | C  | T  | C  | T  |
| Risultato | V | P | V | V | N | P | V | V | V | N  | N  | V  | N  | N  | V  | V  | V  | V  | N  | V  | V  | V  | P  | V  | V  | V  | V  | V  | V  | V  | V  | V  | V  | V  |
| Posizione | 2 | 5 | 3 | 2 | 5 | 4 | 4 | 4 | 3 | 3  | 4  | 3  | 4  | 3  | 3  | 3  | 4  | 4  | 3  | 2  | 2  | 2  | 2  | 2  | 2  | 2  | 2  | 2  | 2  | 2  | 2  | 2  | 2  | 2  |

Fonte: LND - Lega Nazionale Dilettanti
Legenda:

Luogo: N = Campo neutro; C = Casa; T = Trasferta. Risultato: V = Vittoria; N = Pareggio; S = Sconfitta.
- = Turno di riposo.

### Statistiche dei giocatori
Aggiornato al 18 maggio 2025
| Giocatore     | Serie D  | Serie D | Serie D     | Serie D    | Coppa Italia Serie D | Coppa Italia Serie D | Coppa Italia Serie D | Coppa Italia Serie D | Play Off | Play Off | Play Off    | Play Off   | Totale   | Totale | Totale      | Totale     |
| Giocatore     | Presenze | Reti    | Ammonizioni | Espulsioni | Presenze             | Reti                 | Ammonizioni          | Espulsioni           | Presenze | Reti     | Ammonizioni | Espulsioni | Presenze | Reti   | Ammonizioni | Espulsioni |
| ------------- | -------- | ------- | ----------- | ---------- | -------------------- | -------------------- | -------------------- | -------------------- | -------- | -------- | ----------- | ---------- | -------- | ------ | ----------- | ---------- |
| D. Adejo      | 25       | 1       | 3           | 1          | 2                    | 0                    | 0                    | 0                    | 1        | 0        | 1           | 0          | 28       | 1      | 4           | 1          |
| A. Aluisi     | 0        | 0       | 0           | 0          | 1                    | 0                    | 0                    | 0                    | 0        | 0        | 0           | 0          | 1        | 0      | 0           | 0          |
| R. Ba         | 9        | 0       | 2           | 1          | 3                    | 0                    | 1                    | 0                    | 0        | 0        | 0           | 0          | 12       | 0      | 3           | 1          |
| A. Barillà    | 30       | 10      | 6           | 0          | 1                    | 0                    | 1                    | 0                    | 2        | 1        | 0           | 0          | 33       | 11     | 7           | 0          |
| B. Barranco   | 33       | 13      | 1           | 0          | 3                    | 3                    | 0                    | 0                    | 2        | 0        | 1           | 0          | 38       | 16     | 2           | 0          |
| C. Bonacchi   | 12       | 0       | 1           | 0          | 3                    | 0                    | 1                    | 0                    | 0        | 0        | 0           | 0          | 15       | 0      | 2           | 0          |
| T. Capomaggio | 9        | 1       | 2           | 0          | 0                    | 0                    | 0                    | 0                    | 2        | 0        | 0           | 0          | 11       | 1      | 2           | 0          |
| D. Caruso     | 0        | 0       | 0           | 0          | 1                    | 0                    | 0                    | 0                    | 0        | 0        | 0           | 0          | 1        | 0      | 0           | 0          |
| E. Cham       | 23       | 3       | 4           | 0          | 0                    | 0                    | 0                    | 0                    | 2        | 0        | 1           | 0          | 25       | 3      | 5           | 0          |
| D. Curiale    | 17       | 2       | 2           | 0          | 3                    | 2                    | 0                    | 0                    | 0        | 0        | 0           | 0          | 20       | 4      | 2           | 0          |
| F. De Felice  | 13       | 1       | 1           | 0          | 0                    | 0                    | 0                    | 0                    | 2        | 1        | 1           | 0          | 15       | 2      | 2           | 0          |
| J. Dall'Oglio | 16       | 1       | 2           | 0          | 1                    | 0                    | 1                    | 0                    | 0        | 0        | 0           | 0          | 17       | 1      | 3           | 0          |
| L. Forciniti  | 20       | 1       | 2           | 1          | 3                    | 0                    | 1                    | 0                    | 0        | 0        | 0           | 0          | 23       | 1      | 3           | 1          |
| D. Girasole   | 32       | 6       | 7           | 0          | 3                    | 0                    | 0                    | 0                    | 2        | 0        | 1           | 0          | 37       | 6      | 8           | 0          |
| G. Giuliodori | 24       | 1       | 3           | 0          | 4                    | 0                    | 1                    | 0                    | 2        | 0        | 1           | 0          | 30       | 1      | 5           | 0          |
| P. Grillo     | 16       | 2       | 0           | 0          | 0                    | 0                    | 0                    | 0                    | 2        | 0        | 1           | 0          | 18       | 2      | 1           | 0          |
| V. Katsaros   | 0        | 0       | 0           | 0          | 2                    | -2                   | 0                    | 0                    | 0        | 0        | 0           | 0          | 2        | -2     | 0           | 0          |
| A. Ingegneri  | 6        | 0       | 0           | 0          | 2                    | 0                    | 0                    | 0                    | 0        | 0        | 0           | 0          | 8        | 0      | 0           | 0          |
| M. Laaribi    | 22       | 1       | 7           | 0          | 1                    | 0                    | 0                    | 0                    | 2        | 0        | 1           | 0          | 25       | 1      | 8           | 0          |
| A. Lagonigro  | 21       | -14     | 2           | 0          | 0                    | 0                    | 0                    | 0                    | 2        | -0       | 0           | 0          | 23       | -14    | 2           | 0          |
| R. Lazar      | 6        | -1      | 0           | 0          | 0                    | -0                   | 0                    | 0                    | 0        | 0        | 0           | 0          | 6        | -1     | 0           | 0          |
| E. Longo      | 0        | 0       | 0           | 0          | 1                    | 0                    | 0                    | 0                    | 0        | 0        | 0           | 0          | 1        | 0      | 0           | 0          |
| G. Lumia      | 1        | -1      | 0           | 0          | 1                    | -0                   | 0                    | 0                    | 0        | 0        | 0           | 0          | 2        | -1     | 0           | 0          |
| R. Malara     | 2        | 0       | 0           | 0          | 3                    | 0                    | 0                    | 0                    | 0        | 0        | 0           | 0          | 5        | 0      | 0           | 0          |
| M. Malara     | 0        | 0       | 0           | 0          | 1                    | 0                    | 0                    | 0                    | 0        | 0        | 0           | 0          | 1        | 0      | 0           | 0          |
| R. Mariano    | 3        | 0       | 0           | 0          | 2                    | 0                    | 0                    | 0                    | 0        | 0        | 0           | 0          | 5        | 0      | 0           | 0          |
| M. Martínez   | 7        | -6      | 3           | 0          | 1                    | -5                   | 0                    | 0                    | 0        | 0        | 0           | 0          | 8        | -11    | 3           | 0          |
| M. Ndoye      | 16       | 0       | 5           | 0          | 2                    | 0                    | 1                    | 0                    | 2        | 0        | 0           | 1          | 20       | 0      | 6           | 1          |
| A. Pedalino   | 0        | 0       | 0           | 0          | 0                    | 0                    | 0                    | 0                    | 0        | 0        | 0           | 0          | 0        | 0      | 0           | 0          |
| M. Perri      | 11       | 1       | 2           | 0          | 3                    | 0                    | 0                    | 0                    | 0        | 0        | 0           | 0          | 14       | 1      | 2           | 0          |
| A. Porcino    | 25       | 3       | 7           | 0          | 2                    | 1                    | 0                    | 0                    | 2        | 0        | 1           | 0          | 29       | 4      | 8           | 0          |
| A. Provazza   | 17       | 1       | 2           | 0          | 3                    | 0                    | 2                    | 0                    | 1        | 0        | 0           | 0          | 21       | 1      | 4           | 0          |
| M. Rajkovic   | 4        | 1       | 0           | 0          | 0                    | 0                    | 0                    | 0                    | 0        | 0        | 0           | 0          | 4        | 1      | 0           | 0          |
| A. Ragusa     | 33       | 11      | 3           | 0          | 1                    | 0                    | 0                    | 0                    | 2        | 0        | 1           | 0          | 36       | 11     | 4           | 0          |
| B. Renelus    | 27       | 5       | 0           | 0          | 1                    | 0                    | 0                    | 0                    | 1        | 1        | 0           | 0          | 29       | 6      | 0           | 0          |
| L. Rosseti    | 3        | 0       | 0           | 0          | 3                    | 0                    | 0                    | 0                    | 0        | 0        | 0           | 0          | 6        | 0      | 0           | 0          |
| F. Salandria  | 12       | 0       | 2           | 0          | 3                    | 1                    | 0                    | 0                    | 0        | 0        | 0           | 0          | 15       | 1      | 2           | 0          |
| C. Sturniolo  | 0        | 0       | 0           | 0          | 1                    | 1                    | 0                    | 0                    | 0        | 0        | 0           | 0          | 1        | 1      | 0           | 0          |
| F. Urso       | 28       | 2       | 3           | 0          | 1                    | 0                    | 1                    | 0                    | 2        | 0        | 0           | 0          | 31       | 2      | 4           | 0          |
| M. Veron      | 0        | 0       | 0           | 0          | 1                    | 0                    | 0                    | 0                    | 0        | 0        | 0           | 0          | 1        | 0      | 0           | 0          |
| R. Vesprini   | 21       | 0       | 3           | 0          | 1                    | 0                    | 0                    | 0                    | 1        | 0        | 0           | 0          | 23       | 0      | 3           | 0          |

## Giovanili

### Organigramma
Tratto dal sito ufficiale.
Area direttiva
- Responsabile Settore Giovanile: Sebastiano Fortugno
- Collaboratore di segreteria: Antonio Quattrocchi

Under 15
- Team Manager: Davide Praticò
- Allenatore: Bruno Modafferi
- Preparatore Atletico: Andrea Gatto
- Preparatore Portieri: Antonio Leone

Juniores
- Team Manager: Domenico Chiaia
- Allenatore: Salvatore Ripepi
- Vice Allenatore: Antonio Giarmoleo
- Preparatore Atletico: Alessandro Infortuna
- Preparatore Portieri: Antonio Leone
- Fisioterapista: Antonio Pezzimenti

Under 12
- Team Manager: Ferdinando De Stefano
- Allenatore: Alessandro Bagnato
- Preparatore Atletico: Andrea Gatto
- Preparatore Portieri: Antonio Leone

Under 17
- Team Manager: Pasquale Polimeni
- Allenatore: Antonino Riso
- Preparatore Atletico: Leo Scordo
- Preparatore Portieri: Antonio Leone
- Fisioterapista: Antonio Pezzimenti